# Гупта, Нолини Канта
Нолини Канта Гупта (англ. Nolini Kanta Gupta, 13 января 1889 года — 7 февраля 1983 года) — индийский революционер, филолог, учёный, литературный критик, поэт, философ и мистик. Один из самых выдающихся последователей Шри Ауробиндо.
Нолини Канта Гупта родился 13 января 1889 года в Фаридпуре (Восточная Бенгалия) в интеллигентной и обеспеченной семье.
Ещё юношей он оказался под влиянием идей Шри Ауробиндо, известного своей непримиримой революционной борьбой за дело освобождения Индии от британского колониального гнёта.
После 4-х лет работы в Presidency College (г. Калькутта), он оставил карьеру научного работника, отказался от перспективной государственной службы, и вошёл в состав небольшой революционной группы под руководством Ауробиндо.
В мае 1908 года он был арестован вместе с другими обвиняемыми в организации террористической операции. Проведя год в местах лишения свободы Нолини Канта Гупта был оправдан. Выйдя из заключения на свободу, он работал помощником редактора в националистических газетах (Dharma и Karmayogin), учреждённых Ауробиндо.
Ауробиндо лично обучил его латыни, греческому, итальянскому и французскому языкам. Нолини Канта Гупта был одним из четырех сторонников, бывших в Пудучерри вместе со Шри Ауробиндо с 1910 года.
Нолини Канта Гупта с 1926 года проживал в ашраме Ауробиндо, где занимал должность секретаря, посвятив жизнь служению своему руководителю и «Матери».
За свою жизнь Нолини Канта Гупта написал около 60 книг (около 16-ти на английском, остальные — на бенгальском), затрагивая в них широкий спектр вопросов.
Нолини Канта Гупта скончался в ашраме Шри Ауробиндо 7 февраля 1983 года.